# Morena (Inde)
Pour les articles homonymes, voir Morena.
Morena est une ville indienne située dans le district de Morena, dans l'État du Madhya Pradesh. En 2011, sa population était de 200 482 habitants.